# Klabautermann

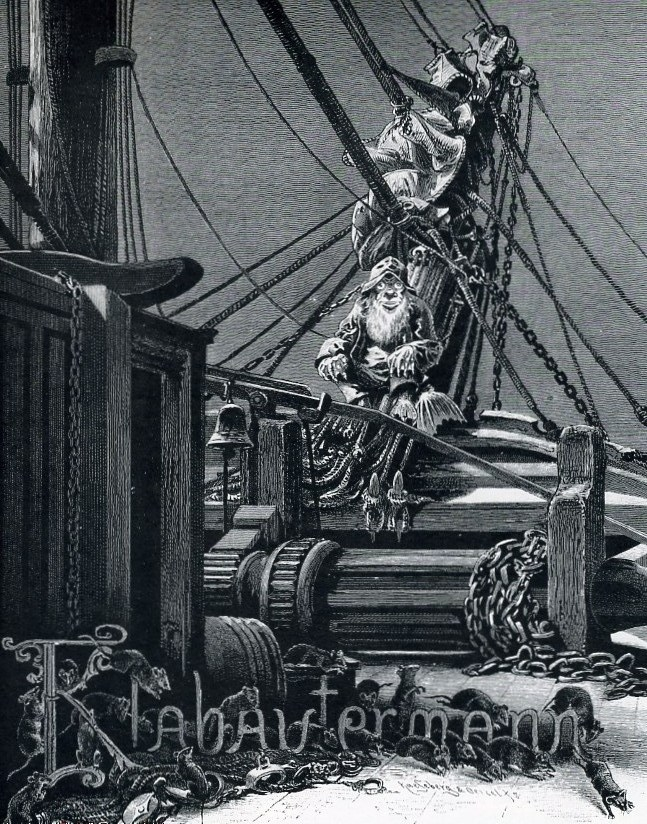
Klabautermann. Illustration ur boken Zur See.

Klabautermann är en lågtysk benämning på en tomte eller skeppsrå, som enligt sjöfolkstro håller till på segelfartyg och hjälper till med allt. Han ger varsel om storm och andra faror och överger skeppet först strax innan det går under.

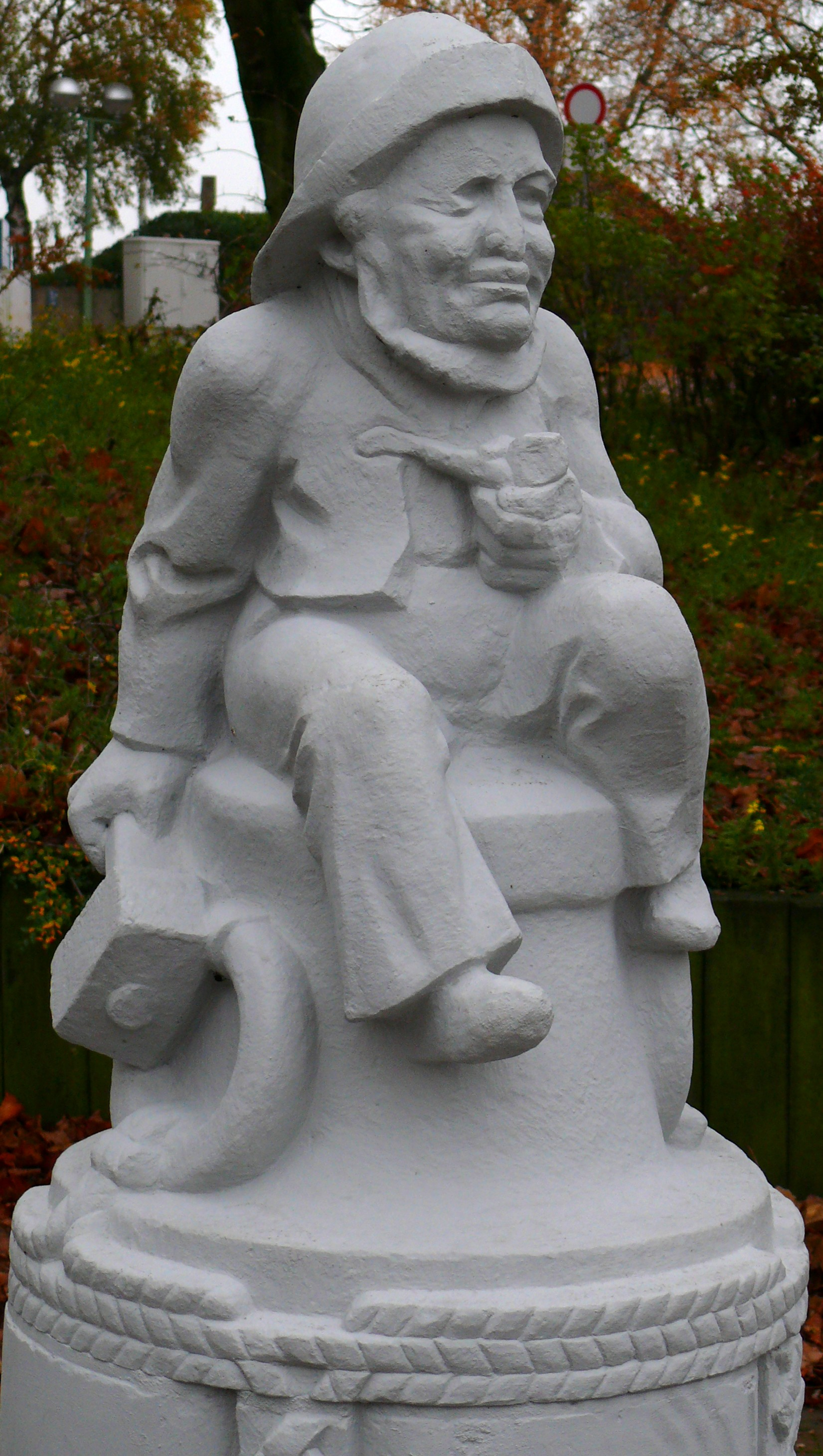
Klabautermann. Skulptur av Hermann Joachim Pagels i Bremerhaven.

Han beskrivs vanligen som en liten varelse med vitt skägg iklädd gröna eller blåa byxor, röd jacka och mössa, som håller en pipa och en drevhammare i handen. Han nämns redan på 1200-talet och sägs endast visa sig för kaptenen och ibland styrmannen, men aldrig för hela besättningen. Namnet klabautermann tros komma från kalfatring och han tar sig ombord 
gömd bland plankorna när fartyget byggs.
I författaren Aksel Sandemoses roman Klabavtermanden, som filmades 1969, är klabautermannen en osalig varelse som vandrar över haven i all evighet och varslar om olyckor.